# Alexandra Serrano
Alexandra Serrano Samper (Barranquilla,
20 de octubre de 1979) Es una actriz de cine y televisión colombiana, modelo y ex reina.

## Biografía
Nació en Barranquilla, desde su niñez se interesó en modelaje. En 1994 fue elegida como Chica Águila de la Cervecería Bavaria y participó en campañas publicitarias. En 1993 fue elegida como Miss Juvenil Colombia. Inició estudios de teatro en la escuela de Rubén Di Pietro en 1994, luego con Alfonso Ortiz , La Casa del Teatro y varios maestros de arte dramático .
En 1996 se inició en la telenovela Mascarada con Juana Acosta, Juan Ángel Y Maritza Rodríguez. En 1997 fue presentadora del magazine Non Plus Ultra del canal Uno, producido por Tevecine. Estudió cosmetología pero nunca ejerció la profesión. En 2004 se destacó en el cine con la película Perder es cuestión de método con Víctor Mallarino y César Mora, participa en las producciones de telenovelas Así es la vida, Chepe Fortuna, El secretario, La viuda negra y La ley del corazón, Niche, Infieles Anónimos,Sala de Urgencias,Nadie me quita lo bailado,Polvo Carnavalero, Además de varias obras de teatro.

## Filmografía
- Los Medallistas (2023)
- Operación Pacífico (2020)
- Enfermeras (2019)
- Nadie me quita lo bailao (2018)
- La ley del corazón (2017)
- Polvo carnavalero (2016)
- La viuda negra  (2015)
- Sala de urgencias (2014)
- Niche (2013)
- Historias clasificadas (2012)
- El secretario (2011)
- Chepe Fortuna (2010)
- Aquí no hay quien viva (2008)
- Así es la vida (2005)
- Perder es cuestión de método (2004)
- Mascarada (1996)